# Bunodactis elongata
Bunodactis elongata is een zeeanemonensoort uit de familie Actiniidae.
Bunodactis elongata is voor het eerst wetenschappelijk beschreven door McMurrich in 1904.